# 黎漴
黎漴（Lê Sùng，？—1509年），是越南后黎朝第五代皇帝黎聖宗第五子建王黎鑌之子，第十一代黎昭宗皇帝生父。
黎漴本來被封为錦江王，端慶五年（1509年）被其堂兄黎威穆帝殺死。同年十二月，黎漴二弟簡脩公黎瀠繼位，追封黎漴為莊定大王。光紹二年（1517年），其子黎昭宗黎椅追上廟號明宗，諡號哲皇帝，陵墓号康陵。

## 家庭
- 妻：郑氏鸾
- 子：黎昭宗黎椅
- 子：黎恭皇黎椿